# خدمه (مجموعه تلویزیونی ۲۰۲۱)
خدمه (انگلیسی: The Crew) یک مجموعه تلویزیونی کمدی آمریکایی است که توسط جف لوول برای نتفلیکس ساخته شده و در ۱۵ فوریه ۲۰۲۱ به نمایش درآمد. در این سریال کوین جیمز به عنوان رئیس خدمه یک گاراژ نسکار بازی می‌کند.

## خلاصه
این مجموعه در یک گاراژ نسکار اتفاق می‌افتد، جایی که رئیس خدمه با رئیس جدید خود و کارکنان «متکی به فناوری» به سر می‌برد، وقتی صاحبش تصمیم به بازنشستگی گرفت و اجازه داد دخترش تیم مسابقه را بدست بگیرد.

## بازیگران
- کوین جیمز در نقش کوین گیبسون،[۲] رئیس خدمه بابی اسپنسر ریسینگ
- جیلیان مولر در نقش کاترین اسپنسر، مدیر عامل جدید بابی اسپنسر ریسینگ و دختر بابی اسپنسر
- فردی استروما در نقش جیک مارتین، راننده بابی اسپنسر ریسینگ
- گری آنتونی ویلیامز در نقش چاک استابز، رئیس اتومبیل بابی اسپنسر ریسینگ
- دن اهدوت در نقش امیر لاجانی، مهندس ارشد Bobby Spencer Racing
- سارا استایلز در نقش بت پیج، مدیر دفتر Bobby Spencer Racing
- بروس مک گیل در نقش بابی اسپنسر، مالک و مدیرعامل قدیمی تیم مسابقه
- پاریس برلک در نقش جسی د لا کروز، یک راننده جوان مسابقه ای که کاترین در نظر دارد آن را برای جایگزینی جیک استخدام کند.
- ماتر زیکل در نقش فرانک، دوست پسر بث که یک تحلیلگر مالی در برادران کینان است.
- کیم کوتس در نقش راب، بزرگترین اسپانسر تیم مسابقه
- رایان بلانی به عنوان خودش
- آستین دیلون به عنوان خودش
- جیمی لیتل به عنوان خودش
- کول کاستر به عنوان خودش
- لزلی مارگریتا در نقش مورگان کنراد

## تولید

### ساخت
در ۴ سپتامبر ۲۰۱۹، نتفلیکس سفارش تولید یک مجموعه را داد. این مجموعه توسط جف لوول ساخته شده‌است که تهیه‌کننده اجرایی نیز در کنار کوین جیمز، جف ساسمن، تاد گارنر، مت سامرز و تیم کلارک بوده‌است.

### فیلمبرداری
مجموعه خدمه در استودیوی گلد کوست در بثپیج نیویورک فیلمبرداری شد، اما در شارلوت، کارولینای شمالی نیز فیلمبرداری شد.

## پخش
فصل اول توسط نتفلیکس در ۱۵ فوریه ۲۰۲۱ منتشر شد.

## نقدها
در راتن تومیتوز، این مجموعه با ۸ بررسی منتقدین، با میانگین امتیاز ۴٫۸۱ / ۱۰، دارای امتیاز تأیید ۳۸٪ است. متاکریتیک با توجه به ۴ منتقد، میانگین نمره وزنی ۴۴ از ۱۰۰ را به مجموعه ارائه کرد که این نشان دهنده «بررسی مختلط یا متوسط» است.